# Džumaja džamija
Džumaja džamija (bolgarsko Джумая джамия, turško Cuma Camii, v prevodu »Petkova mošeja«) ali Mošeja Murata vladarja (Hüdavendigâr Murad Cami) v Plovdivu v današnji Bolgariji je najstarejša ohranjena petkova mošeja osmanske arhitekture na Balkanu. V času Osmanskega cesarstva je bil Plovdiv, turški Filibe, glavno mesto bolgarskega dela Trakije in do leta 1455–56 sedež bejlerbega Rumelije.

## Zgodovina stavb in arhitektura
Zaradi svojega imena je bila mošeja prvotno pripisana sultanu Muratu I. (vladal od 1359 do 1389), katerega vzdevek nosi Ḫüdāvendigār ('Gospodar sveta'). Vendar pa ga kronika Abdurrahmana Hibrija izrecno pripisuje sultanu Muratu II. Filibe/Plovdiv je bil uničen poleti 1410 med spopadom med Sulejman Pašo in njegovim bratom Muso Çelebijem. Preživelo krščansko grško prebivalstvo je nato zapustilo mesto, ki so ga ponovno naselili z muslimanskimi Turki. Okrog leta 1425 je Muratu II. uspelo utrditi svojo oblast. Filibe je bil tudi obnovljen. Zato se zdi verjetno, da se je gradnja reprezentativne petkove mošeje začela okoli leta 1425. Mošeje ni vzdrževala lastna fundacija (vakıf), kot se pogosto dogaja, ampak je bila del fundacije Murata II. v Odrinu, ki je financirala tudi mošeji Muradije in Üç-Şerefeli. Glede na gradbeni napis je bila mošeja popravljena v 18. stoletju pod sultanom Abdülhamidom I.

## Opis
33 × 27 m velika mošeja ima tri široke kupole nad osrednjo ladjo, ki sloni na štirih masivnih kvadratnih stebrih, in tri široke banjaste oboke nad sosednjimi prostori. Prvotno vežo s petimi kupolastimi vežami je porušil potres v 18. stoletju in nadomestil lesen nadstrešek. Začetki koničastih lokov portika so še vedno vidni v stenah veže. Mošeja ima visok minaret na severovzhodnem vogalu fasade, okrašen z zapletenim vzorcem diamantnih polj, značilnih za zgodnje 15. stoletje.

## Napadi
Mošejo je februarja 2014 napadla drhal, opisana kot »na stotine nacionalistov, fašistov in nogometnih huliganov«. 120 jih je bilo po napadu 'pridržanih', štirje pa so prejeli nižje kazni. Veliki bolgarski mufti Mustafa Haci je napad označil za 'pogrom'.